# Facundo Macarof
Facundo Gabriel Macarof (Salta, Argentina, 29 de noviembre de 1995) es un futbolista argentino. Juega de volante y su equipo actual es el Civitanovese calcio, club que milita en la serie D Italiana.
Sus inicios futbolísticos comenzaron en Club de Gimnasia y Tiro de su ciudad natal. Luego tuvo su paso por las inferiores del Club Atlético River Plate, Club Atlético Lanús y Racing Club. En este último, el futbolista argentino fue sparring del Racing campeón de Diego Cocca en 2014. Allí tuvo su participación con el plantel de primera división de la entidad académica, en un amistoso oficial en la ciudad de San Juan, en dicho año.  
En 2016 comienza su carrera como futbolista profesional en Asociación Deportiva Berazategui siendo un jugador destacado y recordado por el conjunto naranja. Luego tuvo un paso fugaz en 2022 por Asociación Social y Deportiva Justo José de Urquiza . En 2021 llega al Club Atlético Argentino (Merlo) para convertirse en una pieza clave del equipo, jugando una final por el ascenso quedando subcampeón. Tendría revancha en la próxima temporada. En 2022 consiguió consolidarse como un estandarte en el equipo del oeste, Campeón de la primera División “C” / Ascenso a la Primera B metropolitana. En 2023 fue la figura de Argentino de Merlo en el torneo apertura, con 16 PJ y 4 goles, siendo el goleador del equipo.
El 11 de julio de 2023 se confirma su fichaje por el Municipal Grecia, club de la Primera División de Costa Rica. En este club jugó 11 partidos y no logró anotar. Salió del club en diciembre de 2023.

## Clubes
| Club                   | País       | Año             | PJ  | Goles |
| ---------------------- | ---------- | --------------- | --- | ----- |
| Berazategui            | Argentina  | 2016 - 2020     | 125 | 8     |
| J. J. Urquiza          | Argentina  | 2020 - 2021     | 1   | 0     |
| Argentino de Merlo     | Argentina  | 2021 - 2023     | 87  | 15    |
| Municipal Grecia       | Costa Rica | 2023            | 11  | 0     |
| Club Sportivo Italiano | Argentina  | 2024 - presente | 11  | 0     |